# Мосин, Анатолий Герасимович
Анатолий Герасимович Мосин (18 августа 1924 — 10 ноября 1979) — советский художник-график, рисовальщик, заслуженный художник РСФСР (1974).

## Биография
Окончил Ростовское художественное училище.
В 1960 году в Ростовском книжном издательстве была издана «Алиса в стране чудес» Льюиса Кэрролла, иллюстрированная Анатолием Мосиным. Иллюстрировал повесть «Очарованный странник» Н. Лескова (1954), роман А. Н. Толстого «Хождение по мукам» (1967), поэму «Василий Теркин» А. Твардовского (1967), повесть «Детство» М. Горького (1969) и т. д.
Наиболее значительной работой Анатолия Мосина в области искусства книги считаются его иллюстрации к роману М. А. Шолохова «Тихий Дон» (1969—1970). Автору удалось решить их самобытно и убедительно, особенно образы главных героев Григория и Аксиньи. Иллюстрации к рассказу М. А. Шолохова «Нахаленок» (1968) были отмечены почетным диплом на всесоюзном конкурсе детской книги.
Работал художественным редактором литературного журнала «Дон».
Жил и работал в Ростове-на-Дону.

## Работы находятся в собраниях
- Таганрогский художественный музей, Таганрог.
- Ростовский областной музей изобразительных искусств, Ростов-на-Дону.
- Музей современного изобразительного искусства на Дмитровской, Ростов-на-Дону.
- Сальский музей имени народного художника В. К. Нечитайло, Сальск.